# Frombork
Frombork (nemško Frauenburg (pomoč·info)) je mesto na severnem Poljskem ob zalivu izliva Visle v Okrožju Braniewo, Varminsko-Mazursko vojvodstvo. Leta 2006 je imelo 2529 prebivalcev.
V Fromborku je umrl Kopernik. Mesto in njegova 700 let stara stolnica je bilo med 2. svetovno vojno močno porušeno. Po vojni so mesto dobro prenovili in danes je spet priljubljena turistična točka.